# Bahnstrecke Klintehamn–Roma
| Streckennummer: | KlRJ                        |                                                 |                                                 |
| Streckenlänge: | 23 km                       |                                                 |                                                 |
| Spurweite: | 891 mm (schwed. 3-Fuß-Spur) |                                                 |                                                 |
| Maximale Neigung: | 10 ‰                        |                                                 |                                                 |
| Minimaler Radius: | 300 m                       |                                                 |                                                 |
| Streckengeschwindigkeit: | 30 km/h                     |                                                 |                                                 |
| |                             |                                                 |                                                 |
| Betriebsstellen und Strecken |                             |                                                 |                                                 |
| \| \| \| Bahnstrecke Lärbro–Burgsvik von Visby \| \| \| \| \| Bahnstrecke Slite–Roma \| \| \| \| 0,0 \| Roma \| Roma \| \| \| \| Bahnstrecke Lärbro–Burgsvik nach Burgsvik \| \| \| \| 1,7 \| Stenstu \| Stenstu \| \| \| 5,8 \| Isums \| Isums \| \| \| 7,8 \| Hogrän \| Hogrän \| \| \| 10,1 \| Bander \| Bander \| \| \| 12,5 \| Skogs \| Skogs \| \| \| 14,4 \| Tjuls \| Tjuls \| \| \| 17,7 \| Sanda \| Sanda \| \| \| \| Varbos \| \| \| \| \| Bahnstrecke Klintehamn–Klintebys \| \| \| \| \| Strecke zum Hafen und zur Werft (1,01 km) \| \| \| \| 22,9 \| Klintehamn \| Klintehamn \| \| \| \| Bahnstrecke Klintehamn–Hablingbo nach Hablingbo \| \| |                             |                                                 |                                                 |
| Strecke (außer Betrieb) |                             | Bahnstrecke Lärbro–Burgsvik von Visby           | Bahnstrecke Lärbro–Burgsvik von Visby           |
| Abzweig geradeaus und von links (Strecke außer Betrieb) |                             | Bahnstrecke Slite–Roma                          | Bahnstrecke Slite–Roma                          |
| Bahnhof (Strecke außer Betrieb) | 0,0                         | Roma                                            | Roma                                            |
| Abzweig geradeaus und nach links (Strecke außer Betrieb) |                             | Bahnstrecke Lärbro–Burgsvik nach Burgsvik       | Bahnstrecke Lärbro–Burgsvik nach Burgsvik       |
| Haltepunkt / Haltestelle (Strecke außer Betrieb) | 1,7                         | Stenstu                                         | Stenstu                                         |
| Bahnhof (Strecke außer Betrieb) | 5,8                         | Isums                                           | Isums                                           |
| Bahnhof (Strecke außer Betrieb) | 7,8                         | Hogrän                                          | Hogrän                                          |
| Bahnhof (Strecke außer Betrieb) | 10,1                        | Bander                                          | Bander                                          |
| Bahnhof (Strecke außer Betrieb) | 12,5                        | Skogs                                           | Skogs                                           |
| Bahnhof (Strecke außer Betrieb) | 14,4                        | Tjuls                                           | Tjuls                                           |
| Bahnhof (Strecke außer Betrieb) | 17,7                        | Sanda                                           | Sanda                                           |
| Bahnhof (Strecke außer Betrieb) |                             | Varbos                                          | Varbos                                          |
| Abzweig geradeaus und von links (Strecke außer Betrieb) |                             | Bahnstrecke Klintehamn–Klintebys                | Bahnstrecke Klintehamn–Klintebys                |
| Abzweig geradeaus und von rechts (Strecke außer Betrieb) |                             | Strecke zum Hafen und zur Werft (1,01 km)       | Strecke zum Hafen und zur Werft (1,01 km)       |
| Bahnhof (Strecke außer Betrieb) | 22,9                        | Klintehamn                                      | Klintehamn                                      |
| Strecke (außer Betrieb) |                             | Bahnstrecke Klintehamn–Hablingbo nach Hablingbo | Bahnstrecke Klintehamn–Hablingbo nach Hablingbo |

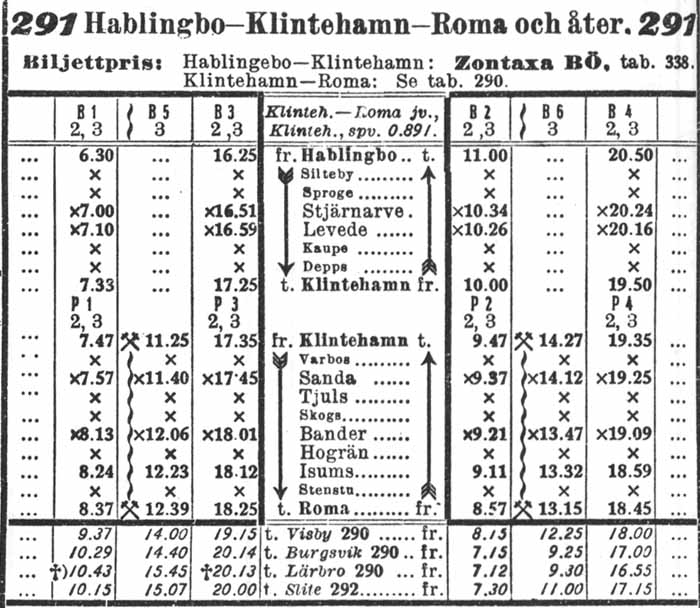
Fahrplan von 1930

Die Bahnstrecke Klintehamn-Roma (KlRJ) war eine schmalspurige Eisenbahnstrecke auf der schwedischen Insel Gotland. Sie hatte eine Spurweite von 891 Millimeter.

## Geschichte
Die Strecke Klintehamn–Roma wurde von der Klintehamn-Roma Järnvägsaktiebolag erbaut. Inoffiziell wurde der Güterverkehr am 8. November 1897 aufgenommen, am 21. September 1898 erfolgte die offizielle Eröffnung.
Am 1. Januar 1927 wurde zudem die von der Sydvästra Gotlands Järnvägsaktiebolag errichtete Bahnstrecke Klintehamn–Hablingbo übernommen.
Am 1. Juli 1947 wurde die KlRJ verstaatlicht und in eine Gesellschaft mit gleichem Namen umgewandelt. Die Integration in die SJ erfolgte am 1. Juli 1948. Der Gesamtverkehr zwischen Roma und Hablingbo wurde am 10. Juni 1953 eingestellt, lediglich für den Zuckerrübentransport wurde das Gleis bis zum Herbst 1955 betrieben. In den Jahren 1957 / 1958 wurden die Gleise zwischen Klintehamn und Hablingbo und in den Jahren 1958 / 1959 die Strecke zwischen Roma und Klintehamn abgebaut.

## Fahrzeuge
Zum Betriebsbeginn 1897 wurden zwei Tenderlokomotiven der Achsfolge C von Karlstads Mekaniska Werkstad in Kristinehamn beschafft. Die Loks erhielten die Betriebsnummern 1 und 2 sowie die Namen „KLINTEHAMN“ und „HÖFDINGEN“. Der Fuhrpark umfasste zudem zwei zweiachsige Personenwagen, einen zweiachsigen Postwagen und 36 zweiachsige Güterwagen.
Die Lokomotive 1 war bis 1949 auf der Strecke eingesetzt. Danach setzte sie die SJ nach Växjö um, wo sie als K4p 3067 als Rangierlok bis 1963 aktiv war. Danach war sie bis 1997 als Museumslok in Målilla aufgestellt. Seitdem ist die „KLINTEHAMN“ bei der Gotlands Hesselby Jernväg.